# Gottfried Möckel
Gottfried Möckel (* 10. April 1926 in Jaur bei Liegnitz, Niederschlesien; † 15. Januar 2009 in Ruppertshain-Kelkheim) war ein deutscher Musikverleger.

## Leben
Möckel absolvierte eine Banklehre. In Löbau übernahm er nach dem Krieg eine Steuerberatungspraxis. 1951 verließ er Löbau und zog nach Berlin. Er war anschließend unter anderem bei einer Wirtschaftsprüfungsgesellschaft mit Sitz in Frankfurt am Main in leitender Position tätig. 1979 übernahm er den Musikverlag Breitkopf & Härtel in Wiesbaden und war dort bis 2009 als geschäftsführender Gesellschafter tätig.
Möckel wurde 2007 mit dem Verdienstkreuz am Bande der Bundesrepublik Deutschland ausgezeichnet.